# Ángel Gallardo (subte de Buenos Aires)
Ángel Gallardo, inaugurada como Río de Janeiro, es una estación de la línea B de la red de subterráneos de la Ciudad de Buenos Aires, ubicada debajo de la avenida Corrientes entre la avenida Ángel Gallardo y la calle Lambaré, en el barrio de Caballito y en el de Almagro . Fue inaugurada el 17 de octubre de 1930 junto con el primer tramo de la línea B, entre Federico Lacroze y Callao.
Recibe su nombre en honor a Ángel Gallardo (1867 - 1937), quien fuera naturalista y ministro de Relaciones Exteriores de Argentina.

## Historia
El 9 de agosto de 1993 dos formaciones chocaron en la estación dejando un saldo de 72 heridos.

## Decoración
La estación posee tres murales de 1991. Marcia Schvartz realizó un díptico conformado por dos murales enfrentados: en el andén sur la imagen de una mujer desnuda bañándose en un río, y en el andén norte una pareja de ancianos viajando. Según su autora, el objetivo de estas obras fue "darle al pobre laburante un momento de solaz".
 El tercer mural es Flores de mi país de Margarita Pakza. Los andenes fueron decorados completamente durante 2014, con una temática en homenaje a los pueblos originarios.

## Hitos urbanos
Se encuentran en las cercanías de esta:
- Parque Centenario
  - Hospital Municipal de Oncología Marie Curie
  - Museo Argentino de Ciencias Naturales Bernardino Rivadavia
  - Calesita de Pascualito
- Parque Rivadavia
  -     - Biblioteca Dr. Carlos Cardini
- Sede Ángel Gallardo del Ciclo Básico Común de la Universidad de Buenos Aires
- Hospital Naval Pedro Mallo.
- Plaza Paseo De La Vida Dr. René Favaloro
- Instituto de Zoonosis, Louis Pasteur
- Escuela Primaria Común N.º 17 Presidente Uriburu
- Jardín De Infantes Común N.° 4 Tierra Nueva
- Escuela Primaria Común N° 3 Manuel Sola
- Instituto Universitario Nacional del Arte (Sede Yatay)
- Taller Museo Gyula Kosice
- Plaza Elías Alippi
- Jardín Maternal N° 05/07° Jacarandá
- Parque Rivadavia
- Esc. Normal Superior N° 04 Estanislao Severo Zeballos

## Imágenes

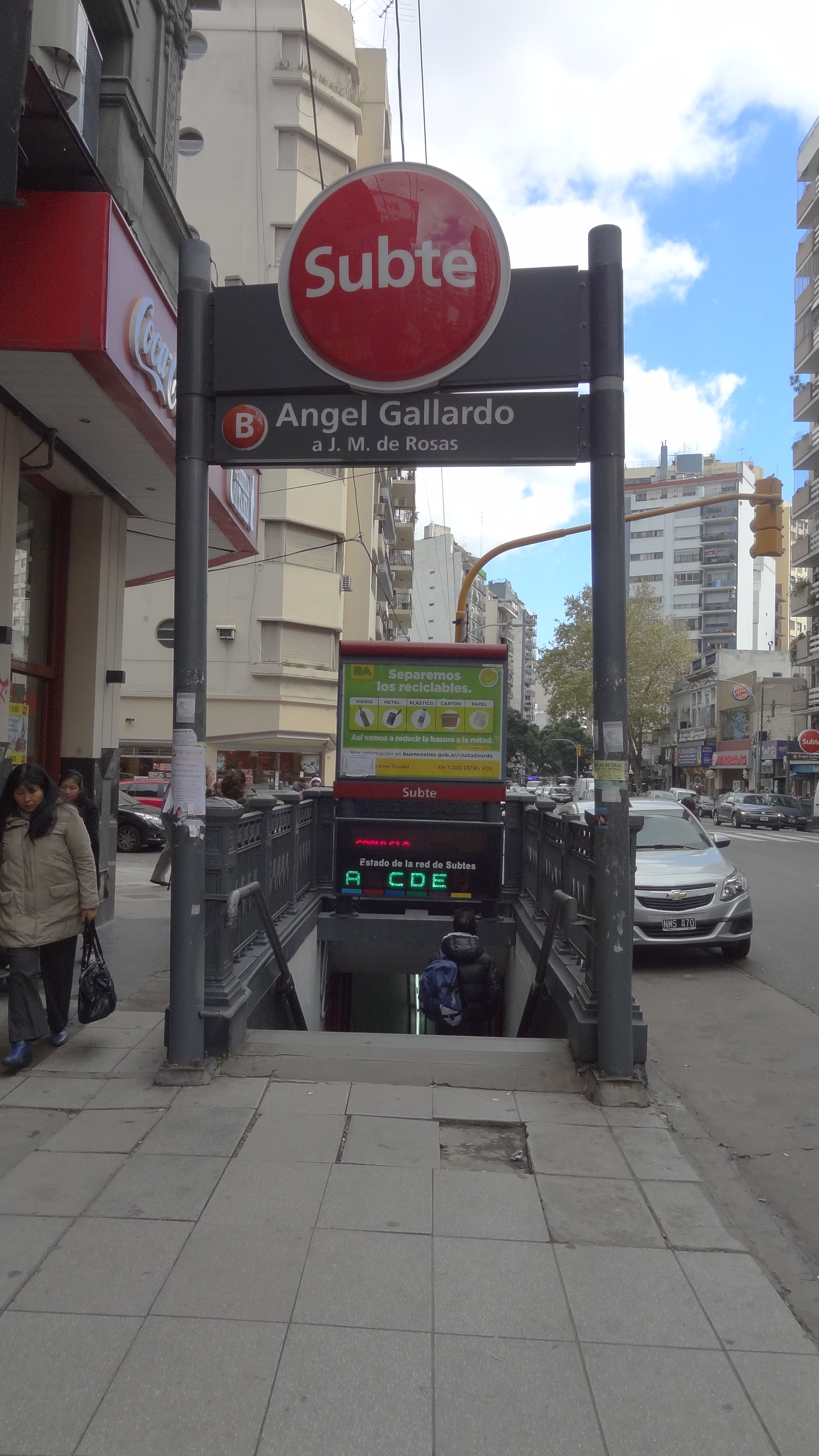
Acceso.
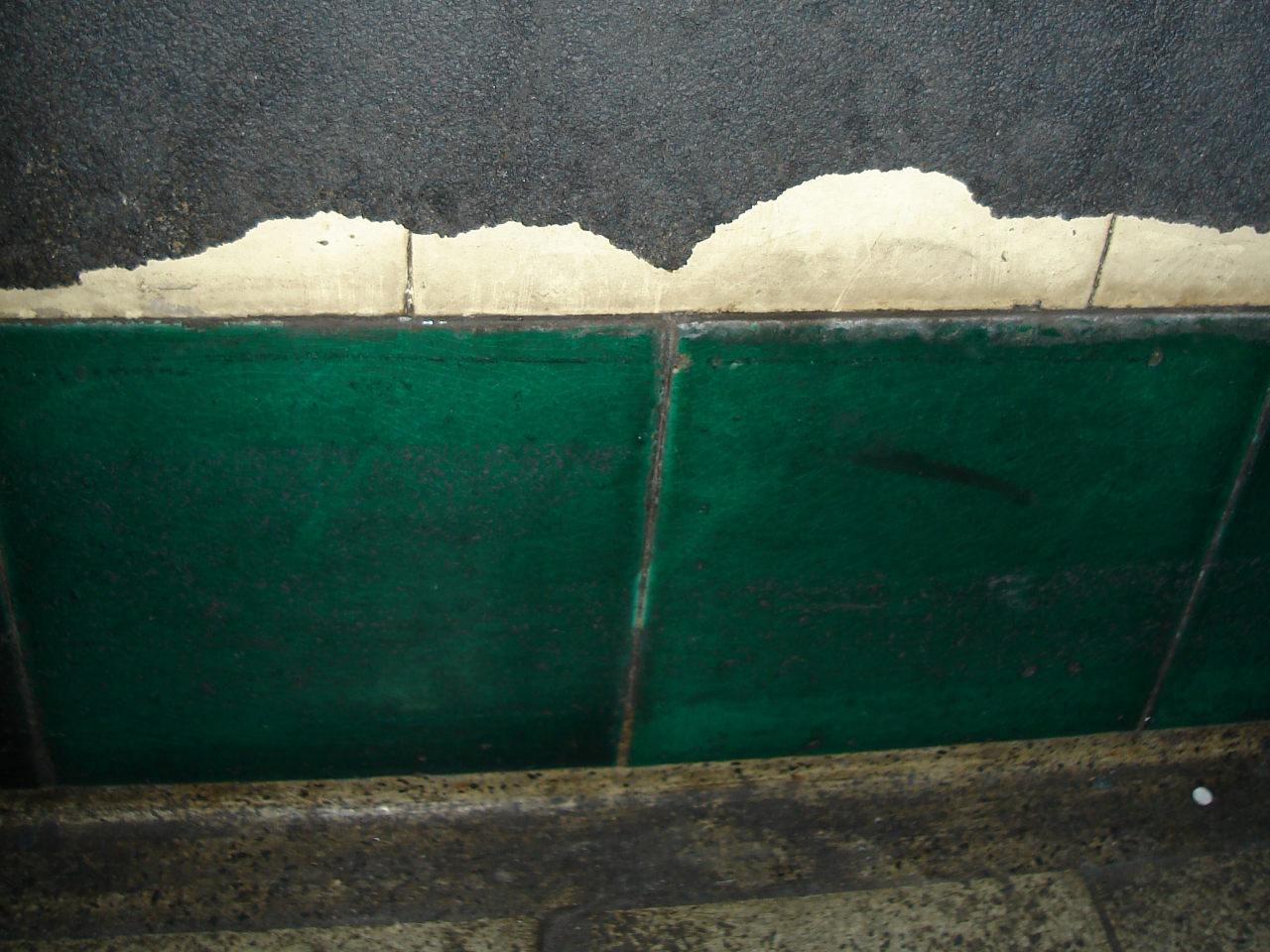
Porción de los azulejos originales.
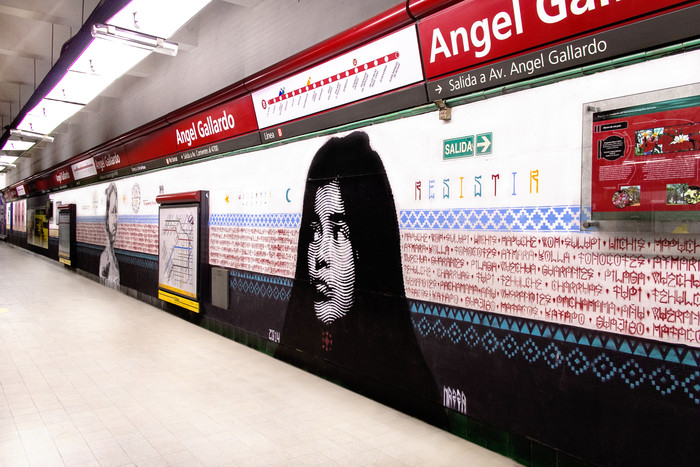
Decoración sobre el andén.
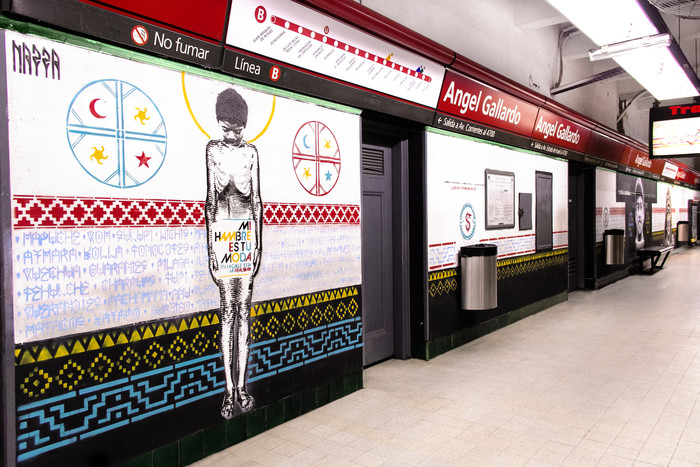
Decoración sobre el andén.